# Lysiloma
Lysiloma ist eine Pflanzengattung in der Unterfamilie der Mimosengewächse (Mimosoideae) innerhalb der Familie der Hülsenfrüchtler (Fabaceae). Die etwa zehn Arten sind nur in der Neotropis verbreitet.

## Beschreibung

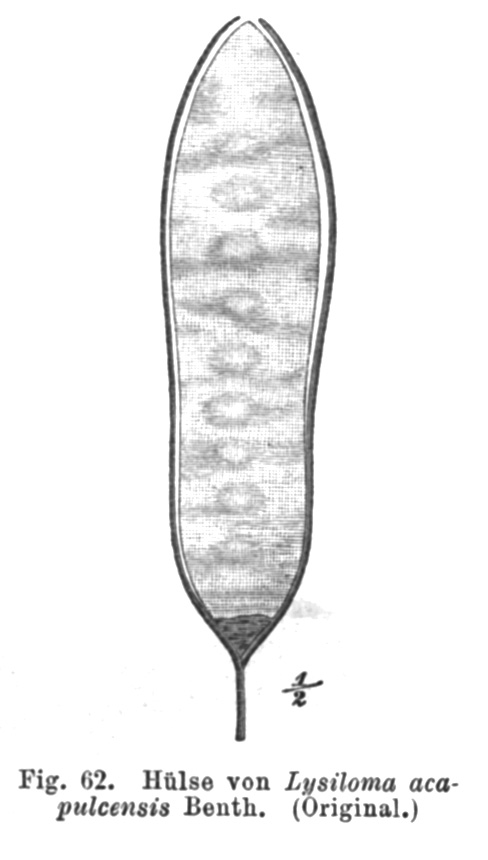
Illustration der Hülsenfrucht von Lysiloma acapulcense.

### Erscheinungsbild und Blätter
Lysiloma-Arten wachsen als Sträucher oder Bäume. Auf der Rinde sind Lentizellen erkennbar. Sie besitzen meist keine Dornen.
Die wechselständig an den Zweigen angeordneten Laubblätter sind in Blattstiel und Blattspreite gegliedert. An den Laubblättern sind Drüsen vorhanden. Die doppelt gefiederten Blattspreiten enthalten nur ein Paar oder bis zu 40 Paare gegenständige Fiederblättchen. Wenn viele Fiederblättchen vorhanden sind, dann sind sie klein; wenn es nur wenige sind, dann sind sie relativ groß. Die stielrunde Blattrhachis ist meist kahl, manchmal flaumig behaart. Die Nebenblätter haltbart oder früh abfallend.

### Blütenstände und Blüten
Die ährigen oder köpfchenförmigen Blütenständen stehen seitenständig einzeln oder zu mehreren zusammen. Die Blütenstände enthalten haltbare oder früh abfallende Tragblätter und viele gestielte oder sitzende Blüten.
Die relativ kleinen, zwittrigen, weißen bis gelblichen Blüten sind fünfzählig mit doppelter Blütenhülle. Die fünf Kelchblätter sind glockenförmig verwachsen mit erkennbaren fünf Kelchzähnen. Die fünf kahlen oder flaumig behaarten Kronblätter sind glockenförmig verwachsen mit erkennbaren fünf Kronlappen. Die Staubfäden der 10 bis 30 Staubblätter sind zu einer kurzen Staminalröhre verwachsen und sie überragen die Blütenkrone nicht. Die Staubbeutel sind nicht drüsig behaart. In jeder Blüte ist nur ein Fruchtblatt vorhanden.

### Früchte und Samen
Die Hülsenfrüchte enthalten einige Samen. Die Fruchtklappen der meisten Arten trennen sich von den Bauchnähten. Durch die dauerhafte Verbindung der beiden parallelen Nahtrippen entlang des ganzen Randes der Hülsenfrucht unterscheidet sich Lysiloma von allen anderen Gattungen der Ingeae in der Neuen Welt. Bei wenigen Arten verbleiben diese Nahtrippen, nachdem die Fruchtklappen abgefallen sind als ganzes am Zweig, dies wird als craspediale Fruchtöffnung. Es ist kein Arillus vorhanden.

## Vorkommen
Die Gattung Lysiloma ist nur in der Neotropis verbreitet. Die Lysiloma-Arten kommen von den südlichen USA über Nicaragua bis Costa Rica und auf karibischen Inseln vor. Die meisten Arten reichen von Mexiko bis Costa Rica. Die am weitesten verbreitete Art, Lysiloma latisiliquum, reicht auch bis Florida und kommt auch auf karibischen Inseln vor. Eine Art reicht bis ins südöstliche Arizona. Eine Art kommt nur auf den Großen Antillen vor.
Lysiloma-Arten gedeihen in saisonal trockenen tropischen und subtropischen Waldländern und in der Wüstenvegetation auf niedrigen und submontanen Höhenlagen.

## Systematik und Verbreitung der Arten
Die Gattung Lysiloma wurde 1844 durch George Bentham in Journal of Botany, Volume 3, S. 82–84. aufgestellt. Als Lectotypusart wurde 1920 Lysiloma bahamense Benth. durch Nathaniel Lord Britton und Charles Frederick Millspaugh in Bahama Flora. S. 158 festgelegt; sie ist heute ein Synonym von Lysiloma latisiliquum (L.) Benth. Der botanische Gattungsname Lysiloma ist von den griechischen Wörtern lysis- für Lockerung oder Trennung und loma für Grenze oder Rand abgeleitet. Dies bezieht sich darauf, dass die Fruchtklappen der meisten Arten sich von den Bauchnähten trennen.
Revisionen der Gattung Lysiloma erfolgten in George Bentham: Revision of suborder Mimoseae. in Trans. Linn. Soc. London, Volume 30, 1875, S. 533–536 und in R. L. Thompson: A Revision of the Genus Lysiloma (Leguminosae). Ph.D. Thesis, Southern Illinois University, Carbondale, 1980.
Die Gattung Lysiloma gehört zur Tribus Ingeae in der Unterfamilie Mimosoideae innerhalb der Familie Fabaceae.
Die Gattung Lysiloma enthält nur (acht bis elf) Arten:
- Lysiloma acapulcense Benth. (Syn.: Acacia acapulcensis Kunth, Acacia desmostachya Benth., Acacia usumacintensis Lundell, Lysiloma cuernavacanum Britton & Rose, Lysiloma cuneata Britton & Rose, Lysiloma cuneatum Britton & Rose, Lysiloma desmostachya (Benth.) Benth., Lysiloma desmostachys (Benth.) Benth., Lysiloma desmostachyum (Benth.) Benth., Lysiloma durangense Britton & Rose, Lysiloma durangensis Britton & Rose, Lysiloma jorullense Britton & Rose, Lysiloma jorullensis Britton & Rose, Lysiloma pedicellata Britton & Rose, Lysiloma pedicellatum Britton & Rose, Lysiloma platycarpa Britton & Rose, Lysiloma platycarpum Britton & Rose, Lysiloma purpusii Britton & Rose): Sie kommt vom mexikanischen Bundesstaat Sinaloa bis Nicaragua vor.[1]
- Lysiloma ambigua Urb. (Syn.: Acacia ambigua Vogel, Acacia vogeliana Steud., Lysiloma vogeliana (Steud.) Stehle): Sie ist von Mexiko bis Zentralamerika verbreitet.[6]
- Lysiloma aurita (Schltdl.) Benth. (Syn.: Acacia aurita Schltdl., Lysiloma auritum (Schltdl.) Benth., Lysiloma multifoliolata Britton & Rose, Lysiloma multifoliolatum Britton & Rose, Lysiloma nelsonii Britton & Rose, Lysiloma schiedeana Benth., Lysiloma schiedeanum Benth.): Sie kommt vom mexikanischen Bundesstaat Sinaloa bis Costa Rica vor.[1]
- Lysiloma candida Brandegee (Syn.: Lysiloma candidum Brandegee): Sie kommt nur in den nördlichen mexikanischen Bundesstaaten südöstliches Baja Norte, Baja Sur sowie westliches Sonora vor.[4]
- Lysiloma divaricatum (Jacq.) J.F.Macbr. (Syn.: Lysiloma affine Britton & Rose, Lysiloma australe Britton & Rose, Lysiloma calderonii Britton & Rose, Lysiloma cayucense M.E.Jones, Lysiloma chiapense Britton & Rose, Lysiloma kellermannii Britton & Rose, Lysiloma microphyllum Benth., Lysiloma ortegae Britton & Rose, Lysiloma pueblense Britton & Rose, Lysiloma salvadorense Britton & Rose, Lysiloma schiedeanum Benth., Lysiloma seemannii Britton & Rose, Mimosa divaricata Jacq.): Sie kommt vom mexikanischen Bundesstaat Oaxaca bis Costa Rica vor.[1]
- Lysiloma latisiliquum (L.) Benth. (Syn.: Acacia bahamensis (Benth.) Griseb., Acacia latisiliqua (L.) Willd., Leucaena latisiliqua (L.) Gillis & Stearn, Lysiloma bahamense Benth., Mimosa latisiliqua L., Acacia formosa A.Rich., Lysiloma latisiliqua (L.) Benth., Lysiloma latisiliqua Sauvalle): Sie kommt im südlichsten Teil Floridas, auf der Halbinsel Yucatán, in Belize sowie Guatemala und auf den karibischen Inseln Kuba, Hispaniola, Puerto Rico, Turks- und Caicosinseln sowie auf den Bahamas vor.
- Lysiloma microphylla Benth. (Syn.: Lysiloma affinis Britton & Rose, Lysiloma cayucensis M.E.Jones, Lysiloma microphyllum Benth., Lysiloma ortegae Britton & Rose, Lysiloma pueblensis Britton & Rose): Sie ist in Mexiko verbreitet.[6]
- Lysiloma sabicu Benth. (Syn.: Acacia latisiliqua var. paucifoliola DC., Leucaena formosa Griseb., Lysiloma formosa Hitchc., Lysiloma paucifoliola (DC.) Northr.): Sie kommt nur auf den karibischen Inseln, Kuba, Hispaniola, Puerto Rico und den Bahamas vor.[4]
- Lysiloma tergemina Benth. (Syn.: Lysiloma tergeminum Benth.): Sie kommt nur in Mexiko (Bundesstaaten Colima, Guerrero, Jalisco, Michoacan, Morelos, Nayarit, Oaxaca, Puebla) vor.
- Lysiloma watsonii Rose (Lysiloma acapulcense var. brevispicata Rose, Lysiloma brevispicata (Rose) Britton & Rose, Lysiloma microphylla var. thornberi (Britton & Rose) Isely, Lysiloma microphyllum var. thornberi (Britton & Rose) Isely, Lysiloma thornberi Britton & Rose, Lysiloma watsonii Rose subsp. thornberi (Britton & Rose) Felger & Lowe): Sie kommt in den US-Bundesstaaten Arizona sowie Kalifornien und in den mexikanischen Bundesstaaten Chihuahua sowie Sinaloa vor.[6]

- Für Lysiloma standleyana Britton & Rose erfolgte 2006 eine Neukombination zu Mariosousa compacta (Rose) Seigler & Ebinger, andere Synonyme sind Acacia compacta Rose, Senegalia compacta (Rose) Britton & Rose: Sie kommt nur in den mexikanischen Bundesstaaten Puebla und Oaxaca vor.

## Nutzung
Von einigen Lysiloma-Arten (Trivialnamen: sabicu, t’zalam, abey, feather tree) wird das Holz genutzt. Das Holz wird beispielsweise als Bauholz, zur Herstellung von Möbeln, Fußböden, Wagenrädern und Musikinstrumenten oder als Feuerholz verwendet. Früher war das Holz von Lysiloma sabicu eines der Hauptausfuhrwaren Kubas.
Einigen Arten werden als Schattenbäume und Zierpflanzen in Alleen und Umzäunungen verwendet. Als Erosionsschutz werden Arten gepflanzt. Es gibt Berichte über medizinische Verwendungen.

## Ergänzende Literatur
- S. W. Gale, T. D. Pennington: Lysiloma (Leguminosae: Mimosoideae) in Mesoamerica. In: Kew Bulletin. Volume 59, Issue 3, 2004, S. 453–467: JSTOR:4110952